# Palau d'Esports de Granollers
El Palau d'Esports de Granollers és un complex esportiu situat a la ciutat de Granollers, al Vallès Oriental, i que actualment és seu de l'equip d'handbol BM Granollers.

## Història
Fou dissenyat per Pep Bonet Bertran, i es va inaugurar el juliol de 1991 amb motiu de la realització dels Jocs Olímpics d'Estiu de 1992 a Barcelona per tal d'albergar la competició d'handbol.
L'Ajuntament de Granollers (actual propietari del Palau), la Diputació de Barcelona, la Generalitat de Catalunya i el COOB '92 van particpar en la construcció.
Pressupost
| Administració            | Diners            |
| ------------------------ | ----------------- |
| Ajuntament de Granollers | 500.000.000 pts   |
| Diputació de Barcelona   | 500.000.000 pts   |
| Generalitat de Catalunya | 500.000.000 pts   |
| COOB '92                 | 380.000.000 pts   |
| Total:                   | 1.880.000.000 pts |

## Instal·lacions actuals
La pista principal del palau serveix per a organitzar les trobades de l'equip d'handbol del BM Granollers, el qual en finalitzar els Jocs hi situà la seu permanent. Així mateix compta amb una pista annexa dissenyada per a l'escalfament dels jugadors abans dels partits, les oficines del Servei d'Esports de l'Ajuntament de Granollers, un centre de medicina esportiva i diverses pistes a l'aire lliure per a la pràctica de l'handbol i mini-handbol.
Les instal·lacions tenen una superfície de 26.607 metres quadrats, dels quals 13.296 m² corresponen al pavelló esportiu, 3.308 m² a l'edifici annex i la resta a la urbanització exterior. Actualment té una capacitat per a 3.899 espectadors, podent-se augmentar 1.786 localitats gràcies a unes graderies mòvils, resultant una capacitat total de 5.685 seients.